# Johann Zehetner
Johann Hans Zehetner (født 4. december 1912, død 29. november 1942) var en østrigsk håndboldspiller, som blandt andet deltog i OL 1936.
Han var en del af det østrigske håndboldlandshold, som vandt sølvmedalje. Han spillede i to kampe.